# Hexatoma (Eriocera) sculleni
Hexatoma (Eriocera) sculleni is een tweevleugelige uit de familie steltmuggen (Limoniidae). De soort komt voor in het Nearctisch gebied.